# جاك دوبونت
جاك دوبونت (بالفرنسية: Jacques Dupont )‏ (و. 1928  م) هو راكب دراجة هوائية، ودراج على المضمار فرنسي، شارك في الألعاب الأولمبية الصيفية 1948، وركوب الدراجات في الألعاب الأولمبية الصيفية 1948 – رجال 1000م سباق الزمن ‏، وركوب الدراجات في الألعاب الأولمبية الصيفية 1948 – فريق رجال سباق الطريق ‏، مركز لعبه هو عداء دراجات ‏، ومتخصص بالانفصال ‏.

## سباقات أو مراحل فاز بها
| التاريخ        | السباق                                                                  | المركز                      |
| -------------- | ----------------------------------------------------------------------- | --------------------------- |
| 01 يناير 1948  | سباق الطريق لفرق الرجال في ركوب الدراجات الأولمبية الصيفية 1948         | المركز الثالث               |
| 01 يناير 1948  | ركوب الدراجات في الألعاب الأولمبية الصيفية 1948 – رجال 1000م سباق الزمن | الفائز في التصنيف العام     |
| 19 مارس 1950   | طواف ليمبورغ 1950                                                       | المركز الثالث               |
| 17 سبتمبر 1950 | 1950 جراند بريكس دي نيشنز                                               | المرتبة 11 في التصنيف العام |
| 07 أكتوبر 1951 | باريس تورز 1951                                                         | الفائز في التصنيف العام     |
| 01 يناير 1952  | 1952 Circuit de l'Aulne                                                 | المركز الثالث               |
| 06 أبريل 1952  | طواف فلاندرز 1952                                                       | التاسع في التصنيف العام     |
| 13 أبريل 1952  | سباق باريس روبيه 1952                                                   | الخامس في التصنيف العام     |
| 18 سبتمبر 1952 | 1952 جراند بريكس دي نيشنز                                               | الثامن في التصنيف العام     |
| 01 يناير 1953  | Critérium National de la Route 1953                                     | المركز الثاني               |
| 05 أبريل 1953  | طواف فلاندرز 1953                                                       | السابع في التصنيف العام     |
| 01 يناير 1954  | بطولة سباق الطرق الفرنسية 1954                                          | الفائز في التصنيف العام     |
| 07 مارس 1954   | 1954 Genoa-Nice                                                         | المركز الثالث               |
| 01 يناير 1955  | 1955 Circuit de l'Aulne                                                 | الفائز في التصنيف العام     |
| 30 أغسطس 1955  | جي بي واست-فرنسا 1955                                                   | المركز الثاني               |
| 09 أكتوبر 1955 | باريس تورز 1955                                                         | الفائز في التصنيف العام     |
| 01 يناير 1957  | Boucles de Seine Saint-Denis 1957                                       | الفائز في التصنيف العام     |
| 02 يونيو 1957  | 1957 Bordeaux–Paris                                                     | المركز الثاني               |

## روابط خارجية
- جاك دوبونت على موقع أرشيف الدراجات (الإنجليزية)
- جاك دوبونت على موقع إحصائيات الدراجات الإحترافية (الإنجليزية)
- جاك دوبونت على موقع CycleBase (الإنجليزية)
- جاك دوبونت على موقع اللجنة الأولمبية الدولية (الإنجليزية)
- جاك دوبونت على موقع أوليمبيديا (الإنجليزية)